# Seznam utkání Zlína v play off české hokejové extraligy
Toto je seznam zápasů Zlína v play off české hokejové extraligy .

## Zlín
| Zlín versus      | S  | Předkolo                                              | Čtvrtfinále                                                                               | Semifinále                                            | Finále                              | V  | P  |
| ---------------- | -- | ----------------------------------------------------- | ----------------------------------------------------------------------------------------- | ----------------------------------------------------- | ----------------------------------- | -- | -- |
| Třinec           | 7  | 1995/1996 (3 : 0) 2011/2012 (3 : 2) 2015/2016 (3 : 2) | 2003/2004 (4 : 3)                                                                         | 1998/1999 (3 : 2) 2012/2013 (4 : 2) 2013/2014 (4 : 2) |                                     | 24 | 13 |
| Hradec Králové   | 1  |                                                       | 2013/2014 (4 : 2)                                                                         |                                                       |                                     | 4  | 2  |
| Chomutov         | 0  |                                                       |                                                                                           |                                                       |                                     | 0  | 0  |
| Liberec          | 0  |                                                       |                                                                                           |                                                       |                                     | 0  | 0  |
| Litvínov         | 3  |                                                       | 1995/1996 (1 : 4) 1999/2000 (1 : 3) 2004/2005 (4 : 2)                                     |                                                       |                                     | 6  | 9  |
| Mladá Boleslav   | 1  | 2018/2019 (2 : 3)                                     |                                                                                           |                                                       |                                     | 2  | 3  |
| Olomouc          | 1  | 2017/2018 (1 : 3)                                     |                                                                                           |                                                       |                                     | 1  | 3  |
| Pardubice        | 3  |                                                       | 1998/1999 (3 : 0) 2010/2011 (0 : 4)                                                       |                                                       | 2004/2005 (0 : 4)                   | 3  | 8  |
| Plzeň            | 4  |                                                       | 1994/1995 (3 : 0) 2011/2012 (3 : 4)                                                       | 2003/2004 (4 : 1)                                     | 2012/2013 (3 : 4)                   | 13 | 9  |
| Sparta Praha     | 5  |                                                       | 1993/1994 (0 : 3) 2005/2006 (2 : 4) 2006/2007 (1 : 4) 2008/2009 (1 : 4) 2015/2016 (1 : 4) |                                                       |                                     | 5  | 19 |
| Vítkovice        | 2  |                                                       |                                                                                           | 2001/2002 (1 : 3) 2004/2005 (4 : 3)                   |                                     | 5  | 6  |
| Brno             | 2  |                                                       | 2014/2015 (3 : 4)                                                                         |                                                       | 2013/2014 (4 : 1)                   | 7  | 5  |
| Jihlava          | 0  |                                                       |                                                                                           |                                                       |                                     | 0  | 0  |
| České Budějovice | 0  |                                                       |                                                                                           |                                                       |                                     | 0  | 0  |
| Karlovy Vary     | 0  |                                                       |                                                                                           |                                                       |                                     | 0  | 0  |
| Kladno           | 1  |                                                       |                                                                                           | 1994/1995 (3 : 2)                                     |                                     | 3  | 2  |
| Slavia Praha     | 2  |                                                       | 2009/2010 (2 : 4)                                                                         |                                                       | 2003/2004 (4 : 1)                   | 6  | 5  |
| Vsetín           | 3  |                                                       | 2000/2001 (2 : 4)                                                                         |                                                       | 1994/1995 (1 : 3) 1998/1999 (0 : 3) | 3  | 10 |
| Znojmo           | 1  |                                                       | 2001/2002 (4 : 3)                                                                         |                                                       |                                     | 4  | 3  |
| Celkem           | 36 |                                                       |                                                                                           |                                                       |                                     | 86 | 97 |

## Zlín - Třinec
| Číslo | Sezona    | Utkání      | Domácí | Výsledek        | Hosté  | Třetiny           |
| --- | --------- | ----------- | ------ | --------------- | ------ | ----------------- |
| 01. | 1995/1996 | 1. kolo     | Zlín   | 4 : 1 Report    | Třinec | (1:1 , 1:0 , 2:0) |
| Branky Zlína 16:32 Miroslav Okál, 39:24 Pavel Janků, 43:57 Petr Čajánek, 57:55 Tomáš Němčický                                                                                     |           |             |        |                 |        |                   |
| 02. | 1995/1996 | 1. kolo     | Zlín   | 6 : 3 Report    | Třinec | (4:2 , 2:1 , 0:0) |
| Branky Zlína 02:41 Miroslav Okál, 06:29 Pavel Janků, 09:40 Jiří Marušák, 14:26 Zdeněk Sedlák, 36:46 Stano Medřík, 39:49 Tomáš Krásný                                              |           |             |        |                 |        |                   |
| 03. | 1995/1996 | 1. kolo     | Třinec | 2 : 3 Report    | Zlín   | (1:0 , 0:3 , 1:0) |
| Branky Zlína 27:47 Roman Meluzín, 29:47 Pavel Janků, 35:02 Miroslav Okál |           |             |        |                 |        |                   |
| |           |             |        |                 |        |                   |
| 04. | 1998/1999 | semifinále  | Zlín   | 5 : 1 Report    | Třinec | (2:0 , 2:1 , 1:0) |
| Branky Zlína 01:32 Josef Štraub, 19:05 Patrik Hučko, 27:47 Jiří Marušák, 29:17 Petr Čajánek, 58:05 Ondřej Veselý                                                                  |           |             |        |                 |        |                   |
| 05. | 1998/1999 | semifinále  | Zlín   | 2 : 1 Report    | Třinec | (1:1 , 0:0 , 1:0) |
| Branky Zlína 10:15 Roman Meluzín, 50:45 Roman Meluzín |           |             |        |                 |        |                   |
| 06. | 1998/1999 | semifinále  | Třinec | 5 : 1 Report    | Zlín   | (1:1 , 2:0 , 2:0) |
| Branky Zlína 00:50 Jiří Marušák |           |             |        |                 |        |                   |
| 07. | 1998/1999 | semifinále  | Třinec | 5 : 4 Report    | Zlín   | (1:2 , 1:2 , 3:0) |
| Branky Zlína 00:50 Tomáš Kapusta, 08:26 Petr Čajánek, 24:34 Jaroslav Balaštík, 32:04 Miroslav Okál                                                                                |           |             |        |                 |        |                   |
| 08. | 1998/1999 | semifinále  | Zlín   | 3 : 2 Report    | Třinec | (2:1 , 0:0 , 1:1) |
| Branky Zlína 09:03 Tomáš Žižka, 15:18 Ondřej Veselý, 43:07 Miroslav Okál |           |             |        |                 |        |                   |
| |           |             |        |                 |        |                   |
| 09. | 2003/2004 | čtvrtfinále | Zlín   | 4 : 1 Report    | Třinec | (3:0 , 0:0 , 1:1) |
| Branky Zlína 04:18 Petr Macholda, 06:03 Petr Macholda, 09:22 Miroslav Blaťák, 48:19 Martin Hamrlík                                                                                |           |             |        |                 |        |                   |
| 10. | 2003/2004 | čtvrtfinále | Zlín   | 1 : 3 Report    | Třinec | (1:2 , 0:1 , 0:0) |
| Branky Zlína 18:02 Martin Jenáček |           |             |        |                 |        |                   |
| 11. | 2003/2004 | čtvrtfinále | Třinec | 1 : 0 Report    | Zlín   | (0:0 , 1:0 , 0:0) |
| Branky Zlína nikdo |           |             |        |                 |        |                   |
| 12. | 2003/2004 | čtvrtfinále | Třinec | 2 : 3 SN Report | Zlín   | (1:0 , 1:1 , 0:1) |
| Branky Zlína 32:04 Peter Barinka, 59:57 Jaroslav Balaštík, rozhodující SN Petr Leška                                                                                              |           |             |        |                 |        |                   |
| 13. | 2003/2004 | čtvrtfinále | Zlín   | 8 : 3 Report    | Třinec | (2:0 , 1:2 , 5:1) |
| Branky Zlína hetrik 06:14 Petr Leška, 08:48 Petr Leška, 37:01 Pavel Zubíček, 40:28 Petr Leška, 44:12 Ondřej Veselý, 54:12 Jaroslav Balaštík, 57:04 Tomáš Karný, 58:49 Martin Čech |           |             |        |                 |        |                   |
| 14. | 2003/2004 | čtvrtfinále | Třinec | 1 : 0 SN Report | Zlín   | (0:0 , 0:0 , 0:0) |
| Branky Zlína nikdo |           |             |        |                 |        |                   |
| 15. | 2003/2004 | čtvrtfinále | Zlín   | 2 : 0 Report    | Třinec | (0:0 , 1:0 , 1:0) |
| Branky Zlína 38:24 Martin Hamrlík, 59:39 Jaroslav Balaštík |           |             |        |                 |        |                   |
| |           |             |        |                 |        |                   |
| 16. | 2011/2012 | předkolo    | Zlín   | 3 : 0 Report    | Třinec | (0:0 , 0:0 , 3:0) |
| Branky Zlína 49:27 Petr Leška, 54:48 Petr Holík, 59:36 Petr Čajánek |           |             |        |                 |        |                   |
| 17. | 2011/2012 | předkolo    | Zlín   | 3 : 4 SN Report | Třinec | (1:3 , 1:0 , 1:0) |
| Branky Zlína 03:45 Ondřej Veselý, 23:01 Ondřej Veselý, 58:07 Tomáš Linhart |           |             |        |                 |        |                   |
| 18. | 2011/2012 | předkolo    | Třinec | 6 : 2 Report    | Zlín   | (1:0 , 3:1 , 2:1) |
| Branky Zlína 27:02 Marek Melenovský, 59:36 Petr Čajánek |           |             |        |                 |        |                   |
| 19. | 2011/2012 | předkolo    | Třinec | 1 : 2 SN Report | Zlín   | (1:0 , 0:1 , 0:0) |
| Branky Zlína 34:38 Bedřich Köhler, rozhodující SN Bedřich Köhler |           |             |        |                 |        |                   |
| 20. | 2011/2012 | předkolo    | Zlín   | 4 : 2 Report    | Třinec | (1:0 , 2:1 , 1:1) |
| Branky Zlína 09:42 Ondřej Veselý, 21:32 Marek Melenovský, 34:01 Marek Melenovský, 41:07 Ondřej Veselý                                                                             |           |             |        |                 |        |                   |
| |           |             |        |                 |        |                   |
| 21. | 2012/2013 | semifinále  | Zlín   | 3 : 1 Report    | Třinec | (1:1 , 1:0 , 1:0) |
| Branky Zlína 10:29 Bedřich Köhler, 28:44 Petr Leška, 43:53 Martin Hamrlík |           |             |        |                 |        |                   |
| 22. | 2012/2013 | semifinále  | Zlín   | 2 : 6 Report    | Třinec | (0:4 , 1:1 , 1:1) |
| Branky Zlína 38:33 Bedřich Köhler, 41:45 Tomáš Fošt |           |             |        |                 |        |                   |
| 23. | 2012/2013 | semifinále  | Třinec | 3 : 4 SN Report | Zlín   | (0:1 , 1:1 , 2:1) |
| Branky Zlína 15:58 Filip Čech, 34:16 Petr Čajánek, 48:42 Petr Leška, rozhodující SN Filip Čech                                                                                    |           |             |        |                 |        |                   |
| 24. | 2012/2013 | semifinále  | Třinec | 1 : 2 SN Report | Zlín   | (1:1 , 0:0 , 0:0) |
| Branky Zlína 15:48 Jiří Ondráček, rozhodující SN Petr Leška |           |             |        |                 |        |                   |
| 25. | 2012/2013 | semifinále  | Zlín   | 1 : 6 Report    | Třinec | (1:1 , 0:5 , 0:0) |
| Branky Zlína 05:46 Marek Melenovský |           |             |        |                 |        |                   |
| 26. | 2012/2013 | semifinále  | Třinec | 3 : 4 Report    | Zlín   | (0:1 , 1:1 , 2:2) |
| Branky Zlína 00:25 Petr Leška, 24:07 Jaroslav Balaštík, 48:38 Jaroslav Balaštík, 49:28 Zdeněk Okál                                                                                |           |             |        |                 |        |                   |
| |           |             |        |                 |        |                   |
| 27. | 2013/2014 | semifinále  | Třinec | 4 : 0 Report    | Zlín   | (0:0 , 4:0 , 0:0) |
| Branky Zlína 40:53 nikdo |           |             |        |                 |        |                   |
| 28. | 2013/2014 | semifinále  | Třinec | 5 : 2 Report    | Zlín   | (0:1 , 3:1 , 2:0) |
| Branky Zlína 00:26 Antonín Honejsek, 29:57 Bedřich Köhler |           |             |        |                 |        |                   |
| 29. | 2013/2014 | semifinále  | Zlín   | 2 : 0 Report    | Třinec | (0:0 , 1:0 , 1:0) |
| Branky Zlína 20:36 Martin Matějíček, 59:56 Ondřej Veselý |           |             |        |                 |        |                   |
| 30. | 2013/2014 | semifinále  | Zlín   | 4 : 3 Report    | Třinec | (1:1 , 1:1 , 2:1) |
| Branky Zlína 14:39 Filip Čech, 37:53 Bedřich Köhler, 42:36 Jiří Marušák, 52:50 Ondřej Veselý                                                                                      |           |             |        |                 |        |                   |
| 31. | 2013/2014 | semifinále  | Třinec | 3 : 4 PP Report | Zlín   |                   |
| Branky Zlína 13:33 Antonín Honejsek, 44:01 Marek Melenovský, 45:40 Jiří Marušák, v prodloužení 66:20 Oldrich Kotvan                                                               |           |             |        |                 |        |                   |
| 32. | 2013/2014 | semifinále  | Zlín   | 5 : 1 Report    | Třinec | (2:0 , 1:0 , 2:1) |
| Branky Zlína 00:37 Petr Čajánek, 04:11 Ondřej Veselý, 33:30 Jaroslav Balaštík, 49:10 Bedřich Köhler, 53:03 Antonín Honejsek                                                       |           |             |        |                 |        |                   |
| |           |             |        |                 |        |                   |
| 33. | 2015/2016 | předkolo    | Zlín   | 2 : 1 Report    | Třinec | (1:1 , 1:0 , 0:0) |
| Branky Zlína 14:42 Oldrich Kotvan, 36:12 Roberts Bukarts |           |             |        |                 |        |                   |
| 34. | 2015/2016 | předkolo    | Zlín   | 3 : 4 SN Report | Třinec | (1:1 , 1:1 , 1:1) |
| Branky Zlína 05:41 Roman Vlach, 26:17 Petr Holík, 50:16 Tomáš Čachotský |           |             |        |                 |        |                   |
| 35. | 2015/2016 | předkolo    | Třinec | 2 : 3 PP Report | Zlín   | (0:1 , 2:0 , 0:1) |
| Branky Zlína hetrik 08:55 Petr Holík, 52:05 Petr Holík, v prodloužení 62:53 Petr Holík                                                                                            |           |             |        |                 |        |                   |
| 36. | 2015/2016 | předkolo    | Třinec | 4 : 3 Report    | Zlín   | (2:1 , 1:2 , 1:0) |
| Branky Zlína 08:06 Oldrich Kotvan, 21:37 Tomáš Fošt, 37:34 Jan Maruna |           |             |        |                 |        |                   |
| 37. | 2015/2016 | předkolo    | Zlín   | 3 : 2 PP Report | Třinec | (0:1 , 2:1 , 0:0) |
| Branky Zlína 25:11 Daniel Štumpf, 33:50 Petr Holík, v prodloužení 60:50 Ondřej Veselý                                                                                             |           |             |        |                 |        |                   |
| |           |             |        |                 |        |                   |
| Zlín 24x utkání vyhrál, 13x utkánní prohrál Zlín 7x sérii vyhrál, 0x sérii prohrál                                                                                                |           |             |        |                 |        |                   |

## Zlín - Sparta Praha
| Číslo | Sezona    | Utkání      | Domácí       | Výsledek        | Hosté        | Třetiny         |
| --- | --------- | ----------- | ------------ | --------------- | ------------ | --------------- |
| 01. | 1993/1994 | čtvrtfinále | Zlín         | 2 : 3 Report    | Sparta Praha | (1:2, 1:0, 0:1) |
| Branky Zlína 02:09 Zdeněk Okál, 25:12 Pavel Janků                                                                    |           |             |              |                 |              |                 |
| 02. | 1993/1994 | čtvrtfinále | Zlín         | 3 : 5 Report    | Sparta Praha | (1:0, 1:3, 1:2) |
| Branky Zlína 07:13 Jan Krajíček, 24:02 Petr Kaňkovský, 45:43 Pavel Janků                                             |           |             |              |                 |              |                 |
| 03. | 1993/1994 | čtvrtfinále | Sparta Praha | 10 : 0 Report   | Zlín         | (5:0, 3:0, 2:0) |
| Branky Zlína 40:53 nikdo                                                                                             |           |             |              |                 |              |                 |
| |           |             |              |                 |              |                 |
| 04. | 2005/2006 | čtvrtfinále | Zlín         | 2 : 1 Report    | Sparta Praha | (2:1, 0:0, 0:0) |
| Branky Zlína 10:43 Radek Gardoň, 19:42 Ivan Rachůnek                                                                 |           |             |              |                 |              |                 |
| 05. | 2005/2006 | čtvrtfinále | Zlín         | 2 : 1 Report    | Sparta Praha | (1:0, 0:1, 1:0) |
| Branky Zlína 19:36 Peter Barinka, 55:14 Miroslav Okál                                                                |           |             |              |                 |              |                 |
| 06. | 2005/2006 | čtvrtfinále | Sparta Praha | 4 : 3 Report    | Zlín         | (2:1, 1:1, 1:1) |
| Branky Zlína 14:49 Miroslav Blaťák, 30:27 Jan Benda, 47:24 Martin Hamrlík                                            |           |             |              |                 |              |                 |
| 07. | 2005/2006 | čtvrtfinále | Sparta Praha | 3 : 2 Report    | Zlín         | (1:2, 1:0, 1:0) |
| Branky Zlína 00:19 Petr Leška, 05:25 Radek Gardoň                                                                    |           |             |              |                 |              |                 |
| 08. | 2005/2006 | čtvrtfinále | Zlín         | 0 : 1 Report    | Sparta Praha | (0:1, 0:0, 0:0) |
| Branky Zlína 40:53 nikdo                                                                                             |           |             |              |                 |              |                 |
| 09. | 2005/2006 | čtvrtfinále | Sparta Praha | 3 : 0 Report    | Zlín         | (0:0, 2:0, 1:0) |
| Branky Zlína 40:53 nikdo                                                                                             |           |             |              |                 |              |                 |
| |           |             |              |                 |              |                 |
| 10. | 2006/2007 | čtvrtfinále | Sparta Praha | 4 : 0 Report    | Zlín         | (0:0, 2:0, 2:0) |
| Branky Zlína 40:53 nikdo                                                                                             |           |             |              |                 |              |                 |
| 11. | 2006/2007 | čtvrtfinále | Sparta Praha | 3 : 2 Report    | Zlín         | (0:0, 0:0, 3:2) |
| Branky Zlína 55:35 Pavel Kašpařík, 59:36 Martin Lučka                                                                |           |             |              |                 |              |                 |
| 12. | 2006/2007 | čtvrtfinále | Zlín         | 2 : 3 SN Report | Sparta Praha | (1:1, 0:1, 1:0) |
| Branky Zlína 14:36 Martin Záhorovský, 52:59 Pavel Kašpařík                                                           |           |             |              |                 |              |                 |
| 13. | 2006/2007 | čtvrtfinále | Zlín         | 5 : 2 Report    | Sparta Praha | (2:0, 2:1, 1:1) |
| Branky Zlína 11:48 David Nosek, 17:19 Lukáš Galvas, 22:27 David Nosek, 35:56 Martin Hamrlík, 42:27 Martin Záhorovský |           |             |              |                 |              |                 |
| 14. | 2006/2007 | čtvrtfinále | Sparta Praha | 3 : 2 Report    | Zlín         | (1:1, 2:1, 0:0) |
| Branky Zlína 08:36 Andrej Novotný, 37:24 Róbert Tomík                                                                |           |             |              |                 |              |                 |
| |           |             |              |                 |              |                 |
| 15. | 2008/2009 | čtvrtfinále | Sparta Praha | 4 : 2 Report    | Zlín         | (2:1, 2:0, 0:1) |
| Branky Zlína 04:40 Andrej Kollár, 54:59 David Nosek                                                                  |           |             |              |                 |              |                 |
| 16. | 2008/2009 | čtvrtfinále | Sparta Praha | 4 : 0 Report    | Zlín         | (2:0, 1:0, 1:0) |
| Branky Zlína 40:53 nikdo                                                                                             |           |             |              |                 |              |                 |
| 17. | 2008/2009 | čtvrtfinále | Zlín         | 1 : 4 Report    | Sparta Praha | (0:0, 1:2, 0:2) |
| Branky Zlína 22:32 Pavel Kubiš                                                                                       |           |             |              |                 |              |                 |
| 18. | 2008/2009 | čtvrtfinále | Zlín         | 4 : 2 Report    | Sparta Praha | (1:2, 2:0, 1:0) |
| Branky Zlína 06:11 Roman Vlach, 21:09 Petr Leška, 21:54 Dušan Andrašovský, 48:25 Pavel Kubiš                         |           |             |              |                 |              |                 |
| 19. | 2008/2009 | čtvrtfinále | Sparta Praha | 6 : 1 Report    | Zlín         | (3:0, 1:0, 2:1) |
| Branky Zlína 50:51 Petr Leška                                                                                        |           |             |              |                 |              |                 |
| |           |             |              |                 |              |                 |
| 20. | 2015/2016 | čtvrtfinále | Sparta Praha | 4 : 3 Report    | Zlín         | (2:0, 1:1, 1:2) |
| Branky Zlína 29:01 Robert Říčka, 46:16 Petr Holík, 59:57 Jiří Ondráček                                               |           |             |              |                 |              |                 |
| 21. | 2015/2016 | čtvrtfinále | Sparta Praha | 0 : 4 Report    | Zlín         | (0:0, 0:3, 0:1) |
| Branky Zlína 27:32 Roberts Bukarts, 33:27 Robert Říčka, 34:42 Tomáš Čachotský, 49:24 Zdeněk Okál                     |           |             |              |                 |              |                 |
| 22. | 2015/2016 | čtvrtfinále | Zlín         | 2 : 3 Report    | Sparta Praha | (1:1, 1:2, 0:0) |
| Branky Zlína 05:53 Jiří Marušák, 22:20 Petr Holík                                                                    |           |             |              |                 |              |                 |
| 23. | 2015/2016 | čtvrtfinále | Zlín         | 1 : 4 Report    | Sparta Praha | (0:1, 0:2, 1:1) |
| Branky Zlína 51:19 Zdeněk Okál                                                                                       |           |             |              |                 |              |                 |
| 24. | 2015/2016 | čtvrtfinále | Sparta Praha | 5 : 2 Report    | Zlín         | (2:0, 1:1, 2:1) |
| Branky Zlína 27:39 Tomáš Čachotský, TS 27:39 Tomáš Čachotský                                                         |           |             |              |                 |              |                 |
| |           |             |              |                 |              |                 |
| Zlín 5x utkání vyhrál, 19x utkánní prohrál Zlín 0x sérii vyhrál, 5x sérii prohrál                                    |           |             |              |                 |              |                 |

## Zlín - Plzeň
| Číslo | Sezona    | Utkání      | Domácí | Výsledek        | Hosté | Třetiny         |
| --- | --------- | ----------- | ------ | --------------- | ----- | --------------- |
| 01. | 1994/1995 | čtvrtfinále | Zlín   | 2 : 1 PP Report | Plzeň | (1:0, 0:1, 0:0) |
| Branky Zlína 16:20 Pavel Janků, 68:35 Josef Štraub |           |             |        |                 |       |                 |
| 02. | 1994/1995 | čtvrtfinále | Zlín   | 3 : 1 Report    | Plzeň | (1:0, 1:1, 1:0) |
| Branky Zlína 04:58 Roman Kaňkovský, 25:34 Martin Maškarinec, 59:37 Roman Meluzín                                                                                   |           |             |        |                 |       |                 |
| 03. | 1994/1995 | čtvrtfinále | Plzeň  | 3 : 4 Report    | Zlín  | (1:2, 0:1, 2:1) |
| Branky Zlína 10:20 Pavel Janků, 11:27 Miroslav Okál, 30:44 Radim Tesařík, 51:50 Roman Meluzín                                                                      |           |             |        |                 |       |                 |
| |           |             |        |                 |       |                 |
| 04. | 2003/2004 | semifinále  | Zlín   | 7 : 2 Report    | Plzeň | (2:1, 3:1, 2:0) |
| Branky Zlína 09:47 Petr Macholda, 14:44 Peter Barinka, 30:14 Jaroslav Balaštík, 35:00 Miroslav Okál, 35:58 Peter Barinka, 48:28 Miroslav Okál, 54:59 Ondřej Veselý |           |             |        |                 |       |                 |
| 05. | 2003/2004 | semifinále  | Zlín   | 4 : 3 PP Report | Plzeň | (2:1, 0:1, 1:1) |
| Branky Zlína 05:04 Petr Leška, 13:37 Jaroslav Balaštík, 53:41 Martin Hamrlík, v prodloužení 67:23 Jaroslav Balaštík                                                |           |             |        |                 |       |                 |
| 06. | 2003/2004 | semifinále  | Plzeň  | 3 : 2 Report    | Zlín  | (1:1, 2:1, 0:0) |
| Branky Zlína 14:20 Miroslav Okál, 21:07 Petr Leška |           |             |        |                 |       |                 |
| 07. | 2003/2004 | semifinále  | Plzeň  | 0 : 3 Report    | Zlín  | (0:1, 0:0, 0:2) |
| Branky Zlína 14:53 Peter Barinka, 43:52 Peter Barinka, 47:39 Petr Leška                                                                                            |           |             |        |                 |       |                 |
| 08. | 2003/2004 | semifinále  | Zlín   | 4 : 2 Report    | Plzeň | (1:0, 1:1, 2:1) |
| Branky Zlína 12:04 Jaroslav Balaštík, 30:34 Martin Hamrlík, 42:24 Ondřej Veselý, 59:59 Miroslav Blaťák                                                             |           |             |        |                 |       |                 |
| |           |             |        |                 |       |                 |
| 09. | 2011/2012 | čtvrtfinále | Plzeň  | 3 : 2 Report    | Zlín  | (1:0, 0:1, 2:1) |
| Branky Zlína 30:30 Michal Důras, 51:14 Petr Holík |           |             |        |                 |       |                 |
| 10. | 2011/2012 | čtvrtfinále | Plzeň  | 5 : 1 Report    | Zlín  | (1:0, 1:1, 3:0) |
| Branky Zlína 40:53 37:56 Antonín Honejsek |           |             |        |                 |       |                 |
| 11. | 2011/2012 | čtvrtfinále | Zlín   | 1 : 0 Report    | Plzeň | (0:0, 1:0, 0:0) |
| Branky Zlína 25:35 Ondřej Veselý |           |             |        |                 |       |                 |
| 12. | 2011/2012 | čtvrtfinále | Zlín   | 5 : 4 PP Report | Plzeň | (2:0, 2:3, 0:1) |
| Branky Zlína 06:45 Petr Holík, 08:18 Bedřich Köhler, 27:42 Petr Čajánek, 29:22 Petr Čajánek, v prodloužení 69:41 Petr Leška                                        |           |             |        |                 |       |                 |
| 13. | 2011/2012 | čtvrtfinále | Plzeň  | 3 : 2 SN Report | Zlín  | (1:1, 0:0, 1:1) |
| Branky Zlína 06:06 Petr Čajánek, 58:37 Petr Čajánek |           |             |        |                 |       |                 |
| 14. | 2011/2012 | čtvrtfinále | Zlín   | 4 : 2 Report    | Plzeň | (1:0, 2:0, 1:2) |
| Branky Zlína 19:05 Marek Melenovský, 25:33 Ondřej Veselý, 31:32 Ondřej Veselý, 52:46 Michal Důras                                                                  |           |             |        |                 |       |                 |
| 15. | 2011/2012 | čtvrtfinále | Plzeň  | 4 : 2 Report    | Zlín  | (0:1, 2:1, 2:0) |
| Branky Zlína 16:51 Michal Důras, 33:28 Lukáš Galvas |           |             |        |                 |       |                 |
| |           |             |        |                 |       |                 |
| 16. | 2012/2013 | finále      | Zlín   | 0 : 3 Report    | Plzeň | (0:1, 0:1, 0:1) |
| Branky Zlína nikdo |           |             |        |                 |       |                 |
| 17. | 2012/2013 | finále      | Zlín   | 3 : 2 SN Report | Plzeň | (1:1, 1:1, 0:0) |
| Branky Zlína 13:10 Zdeněk Okál, 37:55 Jaroslav Balaštík, rozhodující SN Petr Leška                                                                                 |           |             |        |                 |       |                 |
| 18. | 2012/2013 | finále      | Plzeň  | 0 : 3 Report    | Zlín  | (0:2, 0:1, 0:0) |
| Branky Zlína 13:24 Martin Hamrlík, 15:56 Milan Kostourek, 30:49 Filip Čech                                                                                         |           |             |        |                 |       |                 |
| 19. | 2012/2013 | finále      | Plzeň  | 5 : 2 Report    | Zlín  | (2:1, 3:1, 0:0) |
| Branky Zlína 09:46 Tomáš Linhart, 26:41 Petr Holík |           |             |        |                 |       |                 |
| 20. | 2012/2013 | finále      | Zlín   | 1 : 2 Report    | Plzeň | (1:0, 0:1, 0:1) |
| Branky Zlína 06:56 Bedřich Köhler |           |             |        |                 |       |                 |
| 21. | 2012/2013 | finále      | Plzeň  | 2 : 5 Report    | Zlín  | (1:0, 0:2, 1:3) |
| Branky Zlína 20:39 Jiří Ondráček, 20:53 Bedřich Köhler, 43:59 Milan Kostourek, 56:48 Petr Holík, 59:44 Radim Tesařík                                               |           |             |        |                 |       |                 |
| 22. | 2012/2013 | finále      | Zlín   | 3 : 4 PP Report | Plzeň | (0:0, 2:2, 1:1) |
| Branky Zlína 25:33 Jaroslav Balaštík, 38:23 Jiří Ondráček, 59:50 Filip Čech                                                                                        |           |             |        |                 |       |                 |
| |           |             |        |                 |       |                 |
| Zlín 13x utkání vyhrál, 9x utkání prohrál Zlín 2x sérii vyhrál, 2x sérii prohrál                                                                                   |           |             |        |                 |       |                 |

## Zlín - Vsetín
| Číslo | Sezona    | Utkání      | Domácí | Výsledek        | Hosté  | Třetiny         |
| --- | --------- | ----------- | ------ | --------------- | ------ | --------------- |
| 01. | 1994/1995 | finále      | Vsetín | 3 : 6 Report    | Zlín   | (0:3, 0:3, 3:0) |
| Branky Zlína 00:27 Pavel Janků, 07:49 Pavel Janků, 08:28 Petr Kaňkovský, 24:19 Juraj Jurík, 28:36 Josef Štraub, 31:58 Miloslav Gureň |           |             |        |                 |        |                 |
| 02. | 1994/1995 | finále      | Vsetín | 2 : 1 Report    | Zlín   | (1:1, 0:0, 1:0) |
| Branky Zlína 17:32 Josef Štraub |           |             |        |                 |        |                 |
| 03. | 1994/1995 | finále      | Zlín   | 2 : 4 Report    | Vsetín | (1:1, 0:1, 1:2) |
| Branky Zlína 14:11 Miroslav Okál |           |             |        |                 |        |                 |
| 04. | 1994/1995 | finále      | Zlín   | 1 : 2 PP Report | Vsetín | (0:0, 0:1, 1:0) |
| Branky Zlína 47:01 Josef Štraub |           |             |        |                 |        |                 |
| |           |             |        |                 |        |                 |
| 05. | 1998/1999 | finále      | Vsetín | 3 : 1 Report    | Zlín   | (1:0, 2:0, 0:1) |
| Branky Zlína 49:10 Rostislav Malena                                                                                                  |           |             |        |                 |        |                 |
| 06. | 1998/1999 | finále      | Vsetín | 4 : 3 Report    | Zlín   | (3:0, 0:1, 1:2) |
| Branky Zlína 29:52 Roman Meluzín, 42:43 Roman Meluzín, 59:03 Marek Zadina                                                            |           |             |        |                 |        |                 |
| 07. | 1998/1999 | finále      | Zlín   | 2 : 4 Report    | Vsetín | (1:0, 0:3, 1:1) |
| Branky Zlína 17:10 Patrik Hučko, 44:23 Petr Čajánek                                                                                  |           |             |        |                 |        |                 |
| |           |             |        |                 |        |                 |
| 08. | 2000/2001 | čtvrtfinále | Vsetín | 4 : 3 Report    | Zlín   | (3:1, 1:1, 0:1) |
| Branky Zlína 11:42 Petr Leška, 31:03 Pavel Zdráhal, 47:27 Ivan Rachůnek                                                              |           |             |        |                 |        |                 |
| 09. | 2000/2001 | čtvrtfinále | Vsetín | 1 : 2 PP Report | Zlín   | (0:1, 1:0, 0:0) |
| Branky Zlína 09:34 Martin Jenáček, v prodloužení 64:17 Radovan Somík                                                                 |           |             |        |                 |        |                 |
| 10. | 2000/2001 | čtvrtfinále | Zlín   | 3 : 5 Report    | Vsetín | (1:0, 2:2, 0:3) |
| Branky Zlína 05:15 Martin Hamrlík, 31:15 Jaroslav Balaštík, 33:27 Martin Jenáček                                                     |           |             |        |                 |        |                 |
| 11. | 2000/2001 | čtvrtfinále | Zlín   | 1 : 2 Report    | Vsetín | (0:0, 0:1, 1:1) |
| Branky Zlína 47:12 Martin Jenáček |           |             |        |                 |        |                 |
| 12. | 2000/2001 | čtvrtfinále | Vsetín | 0 : 2 Report    | Zlín   | (0:0, 0:0, 0:2) |
| Branky Zlína 54:09 Martin Hamrlík, 58:29 Petr Leška                                                                                  |           |             |        |                 |        |                 |
| 13. | 2000/2001 | čtvrtfinále | Zlín   | 2 : 3 PP Report | Vsetín | (1:2, 1:0, 0:0) |
| Branky Zlína 07:36 Miroslav Okál, 37:56 Miroslav Okál                                                                                |           |             |        |                 |        |                 |
| |           |             |        |                 |        |                 |
| Zlín 3x utkání vyhrál, 10x utkánní prohrál Zlín 0x sérii vyhrál, 3x sérii prohrál                                                    |           |             |        |                 |        |                 |

## Zlín - Litvínov
| Číslo | Sezona    | Utkání      | Domácí   | Výsledek        | Hosté    | Třetiny         |
| --- | --------- | ----------- | -------- | --------------- | -------- | --------------- |
| 01. | 1995/1996 | čtvrtfinále | Litvínov | 6 : 3 Report    | Zlín     | (1:0, 3:0, 2:3) |
| Branky Zlína 47:52 Miroslav Gureň, 52:17 Patrik Hučko, 59:24 Stano Medřík                                                |           |             |          |                 |          |                 |
| 02. | 1995/1996 | čtvrtfinále | Litvínov | 2 : 3 PP Report | Zlín     | (1:0, 1:1, 0:1) |
| Branky Zlína 21:00 Tomáš Němčický, 48:29 Patrik Hučko, v prodloužení 68:18 Roman Meluzín                                 |           |             |          |                 |          |                 |
| 03. | 1995/1996 | čtvrtfinále | Zlín     | 2 : 3 SN Report | Litvínov | (1:0, 1:1, 0:1) |
| Branky Zlína 03:49 David Bruk, 21:18 David Bruk                                                                          |           |             |          |                 |          |                 |
| 04. | 1995/1996 | čtvrtfinále | Zlín     | 2 : 3 Report    | Litvínov | (1:1, 0:2, 1:0) |
| Branky Zlína 08:26 Miroslav Okál, 43:57 Tomáš Krásný                                                                     |           |             |          |                 |          |                 |
| 05. | 1995/1996 | čtvrtfinále | Litvínov | 3 : 2 Report    | Zlín     | (0:1, 1:1, 2:0) |
| Branky Zlína 13:50 Tomáš Němčický, 29:39 Petr Čajánek                                                                    |           |             |          |                 |          |                 |
| |           |             |          |                 |          |                 |
| 06. | 1999/2000 | čtvrtfinále | Zlín     | 1 : 2 Report    | Litvínov | (0:0, 0:1, 1:1) |
| Branky Zlína 57:55 Petr Čajánek                                                                                          |           |             |          |                 |          |                 |
| 07. | 1999/2000 | čtvrtfinále | Zlín     | 2 : 4 Report    | Litvínov | (1:0, 0:2, 1:2) |
| Branky Zlína 19:10 Martin Kotásek, 55:22 Lubomír Korhoň                                                                  |           |             |          |                 |          |                 |
| 08. | 1999/2000 | čtvrtfinále | Litvínov | 2 : 3 Report    | Zlín     | (0:1, 1:1, 1:1) |
| Branky Zlína 06:08 Martin Ambruz, 30:33 Tomáš Žižka, 42:01 Martin Kotásek                                                |           |             |          |                 |          |                 |
| 09. | 1999/2000 | čtvrtfinále | Litvínov | 3 : 1 Report    | Zlín     | (0:0, 0:0, 3:1) |
| Branky Zlína 49:19 Ondřej Veselý                                                                                         |           |             |          |                 |          |                 |
| |           |             |          |                 |          |                 |
| 10. | 2004/2005 | čtvrtfinále | Zlín     | 5 : 0 Report    | Litvínov | (2:0, 2:0, 1:0) |
| Branky Zlína 00:19 Petr Leška, 04:34 Ondřej Veselý, 36:29 Miroslav Kováčik, 37:02 Jaroslav Balaštík, 54:17 Ondřej Veselý |           |             |          |                 |          |                 |
| 11. | 2004/2005 | čtvrtfinále | Zlín     | 1 : 3 Report    | Litvínov | (0:0, 1:0, 0:3) |
| Branky Zlína 36:54 Ondřej Veselý                                                                                         |           |             |          |                 |          |                 |
| 12. | 2004/2005 | čtvrtfinále | Litvínov | 1 : 2 Report    | Zlín     | (0:1, 0:0, 1:1) |
| Branky Zlína 03:21 Martin Erat, 48:34 Jaroslav Balaštík                                                                  |           |             |          |                 |          |                 |
| 13. | 2004/2005 | čtvrtfinále | Litvínov | 3 : 1 Report    | Zlín     | (2:0, 1:0, 0:1) |
| Branky Zlína 40:10 Peter Barinka                                                                                         |           |             |          |                 |          |                 |
| 14. | 2004/2005 | čtvrtfinále | Zlín     | 5 : 0 Report    | Litvínov | (2:0, 1:0, 2:0) |
| Branky Zlína 01:49 Petr Mokrejš, 12:09 Martin Erat, 30:52 Martin Hamrlík, 45:54 Peter Barinka, 53:36 Peter Barinka       |           |             |          |                 |          |                 |
| 15. | 2004/2005 | čtvrtfinále | Litvínov | 3 : 4 PP Report | Zlín     | (1:2, 1:0, 1:1) |
| Branky Zlína 00:48 Martin Erat, 07:28 Petr Čajánek, 52:11 Ondřej Veselý, v prodloužení 65:17 Ondřej Veselý               |           |             |          |                 |          |                 |
| |           |             |          |                 |          |                 |
| Zlín 6x utkání vyhrál, 9x utkánní prohrál Zlín 1x sérii vyhrál, 2x sérii prohrál                                         |           |             |          |                 |          |                 |

## Zlín - Pardubice
| Číslo                                                                            | Sezona    | Utkání      | Domácí    | Výsledek        | Hosté     | Třetiny         |
| -------------------------------------------------------------------------------- | --------- | ----------- | --------- | --------------- | --------- | --------------- |
| 01.                                                                              | 1998/1999 | čtvrtfinále | Zlín      | 1 : 0 Report    | Pardubice | (0:0, 1:0, 0:0) |
| Branky Zlína 21:10 Jiří Marušák                                                  |           |             |           |                 |           |                 |
| 02.                                                                              | 1998/1999 | čtvrtfinále | Zlín      | 2 : 0 Report    | Pardubice | (0:0, 1:0, 1:0) |
| Branky Zlína 34:48 Petr Čajánek, 55:25 Roman Meluzín                             |           |             |           |                 |           |                 |
| 03.                                                                              | 1998/1999 | čtvrtfinále | Pardubice | 1 : 2 PP Report | Zlín      | (0:1, 1:0, 0:0) |
| Branky Zlína 09:10 Tomáš Kapusta, v prodloužení 67:10 Petr Čajánek               |           |             |           |                 |           |                 |
|                                                                                  |           |             |           |                 |           |                 |
| 04.                                                                              | 2004/2005 | finále      | Zlín      | 2 : 4 Report    | Pardubice | (1:3, 0:1, 1:0) |
| Branky Zlína 00:35 Martin Erat, 54:49 Miroslav Blaťák                            |           |             |           |                 |           |                 |
| 05.                                                                              | 2004/2005 | finále      | Zlín      | 1 : 4 Report    | Pardubice | (1:1, 0:2, 0:1) |
| Branky Zlína 13:14 Lubomír Vosátko                                               |           |             |           |                 |           |                 |
| 06.                                                                              | 2004/2005 | finále      | Pardubice | 2 : 0 Report    | Zlín      | (0:0, 1:0, 1:0) |
| Branky Zlína nikdo                                                               |           |             |           |                 |           |                 |
| 07.                                                                              | 2004/2005 | finále      | Pardubice | 3 : 2 Report    | Zlín      | (0:0, 3:1, 0:1) |
| Branky Zlína 32:13 Martin Čech, 46:56 Martin Čech                                |           |             |           |                 |           |                 |
|                                                                                  |           |             |           |                 |           |                 |
| 08.                                                                              | 2010/2011 | čtvrtfinále | Zlín      | 3 : 4 PP Report | Pardubice | (0:1, 3:2, 0:0) |
| Branky Zlína 23:32 Lukáš Gavlas, 25:17 Jaroslav Balaštík, 27:20 Lukáš Gavlas     |           |             |           |                 |           |                 |
| 09.                                                                              | 2010/2011 | čtvrtfinále | Zlín      | 2 : 4 Report    | Pardubice | (1:2, 0:1, 1:1) |
| Branky Zlína 18:42 Lukáš Finsterle, 51:11 Dalibor Řezníček                       |           |             |           |                 |           |                 |
| 10.                                                                              | 2010/2011 | čtvrtfinále | Pardubice | 2 : 1 SN Report | Zlín      | (1:0, 0:1, 0:0) |
| Branky Zlína 38:07 Michal Důras                                                  |           |             |           |                 |           |                 |
| 11.                                                                              | 2010/2011 | čtvrtfinále | Pardubice | 6 : 2 Report    | Zlín      | (1:1, 2:1, 3:0) |
| Branky Zlína 15:14 Lukáš Finsterle, 26:30 Jaroslav Balaštík                      |           |             |           |                 |           |                 |
|                                                                                  |           |             |           |                 |           |                 |
| Zlín 3x utkání vyhrál, 8x utkánní prohrál Zlín 1x sérii vyhrál, 2x sérii prohrál |           |             |           |                 |           |                 |

## Zlín - Vítkovice
| Číslo | Sezona    | Utkání      | Domácí    | Výsledek        | Hosté     | Třetiny         |
| --- | --------- | ----------- | --------- | --------------- | --------- | --------------- |
| 01. | 2001/2002 | semifinále  | Zlín      | 4 : 1 Report    | Vítkovice | (2:0, 1:0, 1:1) |
| Branky Zlína 04:51 Jaroslav Balaštík, 06:47 Libor Pivko, 34:43 Miroslav Okál, 53:34 Petr Čajánek                                  |           |             |           |                 |           |                 |
| 02. | 2001/2002 | semifinále  | Vítkovice | 5 : 1 Report    | Zlín      | (4:1, 1:0, 0:0) |
| Branky Zlína 19:47 Petr Čajánek                                                                                                   |           |             |           |                 |           |                 |
| 03. | 2001/2002 | semifinále  | Zlín      | 1 : 2 Report    | Vítkovice | (1:0, 0:0, 0:2) |
| Branky Zlína 09:54 Miroslav Blaťák                                                                                                |           |             |           |                 |           |                 |
| 04. | 2001/2002 | semifinále  | Vítkovice | 5 : 2 Report    | Zlín      | (0:0, 3:0, 2:2) |
| Branky Zlína 46:10 Martin Jenáček, 58:54 Petr Leška                                                                               |           |             |           |                 |           |                 |
| |           |             |           |                 |           |                 |
| 05. | 2004/2005 | semifinále  | Zlín      | 2 : 3 SN Report | Vítkovice | (1:1, 1:0, 0:1) |
| Branky Zlína 00:29 Peter Barinka, 28:00 Ondřej Veselý                                                                             |           |             |           |                 |           |                 |
| 06. | 2004/2005 | semifinále  | Zlín      | 4 : 2 Report    | Vítkovice | (1:0, 2:1, 1:1) |
| Branky Zlína 08:22 Petr Čajánek, 27:45 Jaroslav Kristek, 29:17 Martin Jenáček, 59:29 Jaroslav Balaštík                            |           |             |           |                 |           |                 |
| 07. | 2004/2005 | semifinále  | Vítkovice | 3 : 2 PP Report | Zlín      | (1:2, 0:0, 1:0) |
| Branky Zlína 07:03 Peter Barinka, 16:55 Jaroslav Kristek                                                                          |           |             |           |                 |           |                 |
| 08. | 2004/2005 | semifinále  | Vítkovice | 3 : 1 Report    | Zlín      | (0:1, 2:0, 1:0) |
| Branky Zlína 14:08 Martin Erat |           |             |           |                 |           |                 |
| 09. | 2004/2005 | semifinále  | Zlín      | 5 : 2 Report    | Vítkovice | (2:2, 0:0, 3:0) |
| Branky Zlína 40:53 16:19 Peter Barinka, 19:56 Pavel Zubíček, 46:52 Martin Hamrlík, 49:21 Jaroslav Balaštík, 58:23 Miroslav Blaťák |           |             |           |                 |           |                 |
| 10. | 2004/2005 | semifinále  | Vítkovice | 3 : 4 SN Report | Zlín      | (1:1, 1:2, 1:0) |
| Branky Zlína 40:53 05:06 Martin Erat, 28:12 Roman Hamrlík, 34:33 Ondřej Veselý, rozhodující SN Peter Barinka                      |           |             |           |                 |           |                 |
| 11. | 2004/2005 | semifinále  | Zlín      | 4 : 1 Report    | Vítkovice | (0:0, 1:1, 3:0) |
| Branky Zlína hetrik 39:43 Petr Čajánek, 44:46 Martin Erat, 47:32 Petr Čajánek, 59:26 Petr Čajánek                                 |           |             |           |                 |           |                 |
| |           |             |           |                 |           |                 |
| 12. | 2012/2013 | čtvrtfinále | Zlín      | 3 : 1 Report    | Vítkovice | (0:0, 2:0, 1:1) |
| Branky Zlína 29:54 Tomáš Linhart, 33:57 Petr Holík, 53:36 Antonín Honejsek                                                        |           |             |           |                 |           |                 |
| 13. | 2012/2013 | čtvrtfinále | Zlín      | 2 : 1 Report    | Vítkovice | (0:1, 1:0, 1:0) |
| Branky Zlína 29:05 Antonín Honejsek, 47:25 Antonín Honejsek                                                                       |           |             |           |                 |           |                 |
| 14. | 2012/2013 | čtvrtfinále | Vítkovice | 4 : 3 Report    | Zlín      | (0:1, 0:2, 4:0) |
| Branky Zlína hetrik 11:29 Ondřej Veselý, 21:13 Ondřej Veselý, 39:14 Ondřej Veselý                                                 |           |             |           |                 |           |                 |
| 15. | 2012/2013 | čtvrtfinále | Vítkovice | 5 : 4 PP Report | Zlín      | (0:1, 3:1, 1:2) |
| Branky Zlína 07:22 Zdeněk Okál, 25:12 Antonín Honejsek, 46:24 Petr Leška, 55:50 Ondřej Veselý                                     |           |             |           |                 |           |                 |
| 16. | 2012/2013 | čtvrtfinále | Zlín      | 4 : 0 Report    | Vítkovice | (0:0, 4:0, 0:0) |
| Branky Zlína 22:15 Radim Tesařík, 22:38 Radim Tesařík, 33:46 Martin Hamrlík, 35:09 Petr Čajánek                                   |           |             |           |                 |           |                 |
| 17. | 2012/2013 | čtvrtfinále | Vítkovice | 0 : 1 Report    | Zlín      | (0:0, 0:0, 0:1) |
| Branky Zlína 52:23 Zdeněk Okál |           |             |           |                 |           |                 |
| |           |             |           |                 |           |                 |
| Zlín 9x utkání vyhrál, 8x utkání prohrál Zlín 2x sérii vyhrál, 1x sérii prohrál                                                   |           |             |           |                 |           |                 |

## Zlín - Slavia Praha
| Číslo | Sezona    | Utkání      | Domácí       | Výsledek        | Hosté        | Třetiny         |
| --- | --------- | ----------- | ------------ | --------------- | ------------ | --------------- |
| 01. | 2003/2004 | finále      | Zlín         | 2 : 3 PP Report | Slavia Praha | (1:1, 1:0, 0:1) |
| Branky Zlína 10:53 Petr Leška, 28:31 Erik Weissmann |           |             |              |                 |              |                 |
| 02. | 2003/2004 | finále      | Zlín         | 3 : 2 PP Report | Slavia Praha | (1:2, 0:0, 1:0) |
| Branky Zlína 40:53 14:41 Miroslav Blaťák, 50:34 Martin Čech, v prodloužení 64:16 Peter Barinka                                                                         |           |             |              |                 |              |                 |
| 03. | 2003/2004 | finále      | Slavia Praha | 1 : 2 Report    | Zlín         | (0:0, 0:0, 1:2) |
| Branky Zlína 48:58 Rostislav Vlach, 54:31 Martin Hamrlík |           |             |              |                 |              |                 |
| 04. | 2003/2004 | finále      | Slavia Praha | 0 : 1 Report    | Zlín         | (0:0, 0:0, 0:1) |
| Branky Zlína 42:23 Ondřej Veselý |           |             |              |                 |              |                 |
| 05. | 2003/2004 | finále      | Zlín         | 4 : 1 Report    | Slavia Praha | (0:1, 0:0, 4:0) |
| Branky Zlína 40:18 Jaroslav Balaštík, 42:48 Petr Leška, 46:15 Martin Jenáček, 59:51 Jaroslav Balaštík                                                                  |           |             |              |                 |              |                 |
| |           |             |              |                 |              |                 |
| 06. | 2009/2010 | čtvrtfinále | Zlín         | 6 : 1 Report    | Slavia Praha | (2:1, 4:0, 0:0) |
| Branky Zlína 07:12 Jaroslav Balaštík, 08:08 Michal Důras, 25:54 Bedřich Köhler, 26:38 Petr Leška, 31:58 Jan Švrček, 39:37 Jaroslav Balaštík                            |           |             |              |                 |              |                 |
| 07. | 2009/2010 | čtvrtfinále | Zlín         | 0 : 2 Report    | Slavia Praha | (0:2, 0:0, 0:0) |
| Branky Zlína 40:53 nikdo |           |             |              |                 |              |                 |
| 08. | 2009/2010 | čtvrtfinále | Slavia Praha | 4 : 3 SN Report | Zlín         | (1:1, 2:2, 0:0) |
| Branky Zlína 05:22 Bedřich Köhler, 33:36 Jaroslav Balaštík, 37:01 Jaroslav Balaštík                                                                                    |           |             |              |                 |              |                 |
| 09. | 2009/2010 | čtvrtfinále | Slavia Praha | 6 : 5 Report    | Zlín         | (4:1, 2:2, 0:2) |
| Branky Zlína 14:16 Filip Čech, hetrik 26:00 Petr Leška, 30:56 Petr Leška, 48:40 Petr Leška, 55:22 Bedřich Köhler                                                       |           |             |              |                 |              |                 |
| 10. | 2009/2010 | čtvrtfinále | Zlín         | 8 : 3 Report    | Slavia Praha | (2:1, 2:2, 4:0) |
| Branky Zlína 01:36 Ivan Rachůnek, 25:52 Jaroslav Balaštík, 29:21 Petr Leška, 44:12 Jaroslav Kristek, 49:18 Ivan Rachůnek, 49:27 Jaroslav Balaštík, 52:53 Ivan Rachůnek |           |             |              |                 |              |                 |
| 11. | 2009/2010 | čtvrtfinále | Slavia Praha | 6 : 3 Report    | Zlín         | (1:0, 1:1, 4:2) |
| Branky Zlína 22:57 Jaroslav Balaštík, 51:33 Pavel Kubiš, 59:52 Jaroslav Balaštík                                                                                       |           |             |              |                 |              |                 |
| |           |             |              |                 |              |                 |
| Zlín 6x utkání vyhrál, 5x utkánní prohrál Zlín 1x sérii vyhrál, 1x sérii prohrál                                                                                       |           |             |              |                 |              |                 |

## Zlín - Brno
| Číslo | Sezona    | Utkání      | Domácí | Výsledek        | Hosté | Třetiny         |
| --- | --------- | ----------- | ------ | --------------- | ----- | --------------- |
| 01. | 2013/2014 | finále      | Zlín   | 3 : 0 Report    | Brno  | (2:0, 1:0, 0:0) |
| Branky Zlína 06:27 Jiří Marušák, 14:40 Jaroslav Balaštík, 35:55 Antonín Honejsek                                     |           |             |        |                 |       |                 |
| 02. | 2013/2014 | finále      | Zlín   | 3 : 0 Report    | Brno  | (1:0, 1:0, 1:0) |
| Branky Zlína 15:14 Ondřej Veselý, 39:24 Antonín Honejsek, 54:04 Antonín Honejsek                                     |           |             |        |                 |       |                 |
| 03. | 2013/2014 | finále      | Brno   | 1 : 4 Report    | Zlín  | (1:1, 0:2, 0:1) |
| Branky Zlína 14:08 Filip Čech, 22:26 Petr Zámorský, 34:19 Bedřich Köhler, 59:19 Filip Čech                           |           |             |        |                 |       |                 |
| 04. | 2013/2014 | finále      | Brno   | 3 : 1 Report    | Zlín  | (2:0, 0:1, 1:0) |
| Branky Zlína 20:37 Petr Čajánek                                                                                      |           |             |        |                 |       |                 |
| 05. | 2013/2014 | finále      | Zlín   | 5 : 3 Report    | Brno  | (3:1, 1:1, 1:1) |
| Branky Zlína 04:06 Bedřich Köhler, 13:53 Petr Čajánek, 19:08 Petr Zámorský, 25:26 Petr Zámorský, 41:24 Jiří Ondráček |           |             |        |                 |       |                 |
| |           |             |        |                 |       |                 |
| 06. | 2014/2015 | čtvrtfinále | Brno   | 2 : 3 PP Report | Zlín  | (1:0, 0:2, 1:0) |
| Branky Zlína 28:20 Tomáš Žižka, 34:37 Oldrich Kotvan, v prodloužení 60:46 Zdeněk Okál                                |           |             |        |                 |       |                 |
| 07. | 2014/2015 | čtvrtfinále | Brno   | 4 : 2 Report    | Zlín  | (0:0, 1:0, 3:2) |
| Branky Zlína 43:47 Jiří Marušák, 56:36 Petr Holík                                                                    |           |             |        |                 |       |                 |
| 08. | 2014/2015 | čtvrtfinále | Zlín   | 1 : 2 Report    | Brno  | (1:0, 0:2, 0:0) |
| Branky Zlína 08:21 Roman Vlach                                                                                       |           |             |        |                 |       |                 |
| 09. | 2014/2015 | čtvrtfinále | Zlín   | 5 : 3 Report    | Brno  | (1:0, 3:2, 1:1) |
| Branky Zlína 13:55 Jiří Ondráček, 25:13 Jakub Svoboda, 31:32 Pavel Kubiš, 35:03 Roman Vlach, 42:57 Jiří Ondráček     |           |             |        |                 |       |                 |
| 10. | 2014/2015 | čtvrtfinále | Brno   | 2 : 1 Report    | Zlín  | (1:0, 0:0, 1:1) |
| Branky Zlína 55:40 Oldrich Kotvan                                                                                    |           |             |        |                 |       |                 |
| 11. | 2014/2015 | čtvrtfinále | Zlín   | 5 : 0 Report    | Brno  | (4:0, 1:0, 0:0) |
| Branky Zlína 02:15 Zdeněk Okál, 04:44 Aleš Holík, 14:38 Roman Vlach, 19:15 Ondřej Veselý, 21:53 Ondřej Veselý        |           |             |        |                 |       |                 |
| 12. | 2014/2015 | semifinále  | Brno   | 5 : 0 Report    | Zlín  | (1:0, 3:0, 1:0) |
| Branky Zlína nikdo                                                                                                   |           |             |        |                 |       |                 |
| |           |             |        |                 |       |                 |
| Zlín 7x utkání vyhrál, 5x utkání prohrál Zlín 1x sérii vyhrál, 1x sérii prohrál                                      |           |             |        |                 |       |                 |

## Zlín - Kladno
| Číslo | Sezona    | Utkání     | Domácí | Výsledek        | Hosté  | Třetiny         |
| --- | --------- | ---------- | ------ | --------------- | ------ | --------------- |
| 01. | 1994/1995 | semifinále | Kladno | 3 : 7 Report    | Zlín   | (1:1, 1:2, 1:4) |
| Branky Zlína 12:34 Pavel Janků, 22:09 Tomáš Němčický, 36:09 Pavel Janků, 42:57 Miroslav Okál, 47:26 Josef Štraub, 48:55 Petr Kaňkovský, 54:15 Petr Čajánek                             |           |            |        |                 |        |                 |
| 02. | 1994/1995 | semifinále | Kladno | 3 : 2 Report    | Zlín   | (0:0, 0:0, 3:2) |
| Branky Zlína 26:55 Josef Štraub, 34:39 Radim Tesařík |           |            |        |                 |        |                 |
| 03. | 1994/1995 | semifinále | Zlín   | 8 : 3 Report    | Kladno | (3:0, 3:0, 2:2) |
| Branky Zlína 00:07 Pavel Janků, 18:24 Pavel Kowalczyk, 18:31 Petr Kaňkovský, 25:44 Tomáš Němčický, 28:19 Miroslav Okál, 32:20 Roman Meluzín, 52:20 Miroslav Okál, 54:07 Martin Kotásek |           |            |        |                 |        |                 |
| 04. | 1994/1995 | semifinále | Zlín   | 3 : 4 SN Report | Kladno | (0:1, 2:2, 1:0) |
| Branky Zlína 20:36 Miroslav Okál, 35:43 Tomáš Němčický, 47:25 Juraj Jurík, rozhodující SN Pavel Patera                                                                                 |           |            |        |                 |        |                 |
| 05. | 1994/1995 | semifinále | Kladno | 1 : 5 Report    | Zlín   | (1:2, 0:1, 0:2) |
| Branky Zlína 05:12 Miroslav Okál, 18:55 Petr Čajánek, 33:13 Roman Kaňkovský, 52:44 Roman Meluzín, 59:49 Pavel Janků                                                                    |           |            |        |                 |        |                 |
| |           |            |        |                 |        |                 |
| Zlín 3x utkání vyhrál, 2x utkání prohrál Zlín 1x sérii vyhrál, 0x sérii prohrál |           |            |        |                 |        |                 |

## Zlín - Znojmo
| Číslo | Sezona    | Utkání      | Domácí | Výsledek        | Hosté  | Třetiny         |
| --- | --------- | ----------- | ------ | --------------- | ------ | --------------- |
| 01. | 2001/2002 | čtvrtfinále | Zlín   | 3 : 1 Report    | Znojmo | (1:0, 1:1, 1:0) |
| Branky Zlína 19:35 Martin Jenáček, 25:43 Ivan Rachůnek, 59:23 Petr Čajánek                                                               |           |             |        |                 |        |                 |
| 02. | 2001/2002 | čtvrtfinále | Zlín   | 1 : 2 Report    | Znojmo | (0:0, 0:1, 1:1) |
| Branky Zlína 59:01 Jaroslav Balaštík |           |             |        |                 |        |                 |
| 03. | 2001/2002 | čtvrtfinále | Znojmo | 6 : 4 Report    | Zlín   | (4:1, 0:1, 2:2) |
| Branky Zlína 02:42 Libor Pivko, 22:23 Petr Čajánek, 49:32 Petr Leška, 57:17 Ivan Rachůnek                                                |           |             |        |                 |        |                 |
| 04. | 2001/2002 | čtvrtfinále | Znojmo | 5 : 3 Report    | Zlín   | (1:0, 1:3, 3:0) |
| Branky Zlína hetrik 21:19 Radovan Somík, 29:47 Radovan Somík, 34:45 Radovan Somík                                                        |           |             |        |                 |        |                 |
| 05. | 2001/2002 | čtvrtfinále | Zlín   | 6 : 2 Report    | Znojmo | (3:0, 1:1, 2:1) |
| Branky Zlína 09:17 Jiří Marušák, 12:29 Martin Jenáček, 13:57 Libor Pivko, 36:35 Martin Čech, 45:29 Jaroslav Balaštík, 49:15 Petr Čajánek |           |             |        |                 |        |                 |
| 06. | 2001/2002 | čtvrtfinále | Znojmo | 2 : 5 Report    | Zlín   | (0:1, 0:2, 2:2) |
| Branky Zlína 18:15 Libor Pivko, 30:16 Radovan Somík, 37:14 Martin Jenáček, 41:33 Ivan Rachůnek, 48:36 Petr Leška                         |           |             |        |                 |        |                 |
| 07. | 2001/2002 | čtvrtfinále | Zlín   | 4 : 3 PP Report | Znojmo | (2:2, 1:1, 0:0) |
| Branky Zlína 13:31 Martin Jenáček, 19:07 Martin Čech, 37:16 Libor Pivko, v prodloužení 61:02 Petr Leška                                  |           |             |        |                 |        |                 |
| |           |             |        |                 |        |                 |
| Zlín 4x utkání vyhrál, 3x utkání prohrál Zlín 1x sérii vyhrál, 0x sérii prohrál                                                          |           |             |        |                 |        |                 |

## Zlín - Hradec Králové
| Číslo | Sezona    | Utkání      | Domácí        | Výsledek        | Hosté         | Třetiny         |
| --- | --------- | ----------- | ------------- | --------------- | ------------- | --------------- |
| 01. | 2013/2014 | čtvrtfinále | Zlín          | 2 : 1 PP Report | Mountfield HK | (0:0, 1:0, 0:1) |
| Branky Zlína 22:52 Jaroslav Balaštík, v prodloužení 65:00 Jiří Ondráček                                           |           |             |               |                 |               |                 |
| 02. | 2013/2014 | čtvrtfinále | Zlín          | 3 : 4 Report    | Mountfield HK | (2:1, 1:2, 0:1) |
| Branky Zlína 11:40 Antonín Honejsek, 18:33 Jiří Marušák, 33:08 Petr Zámorský                                      |           |             |               |                 |               |                 |
| 03. | 2013/2014 | čtvrtfinále | Mountfield HK | 3 : 4 PP Report | Zlín          | (1:0, 1:0, 1:3) |
| Branky Zlína 42:52 Oldrich Kotvan, 45:28 Marek Melenovský, 56:46 Ondřej Veselý, v prodloužení 72:25 Ondřej Veselý |           |             |               |                 |               |                 |
| 04. | 2013/2014 | čtvrtfinále | Mountfield HK | 5 : 1 Report    | Zlín          | (0:1, 2:0, 3:0) |
| Branky Zlína 19:56 Ondřej Veselý                                                                                  |           |             |               |                 |               |                 |
| 05. | 2013/2014 | čtvrtfinále | Zlín          | 4 : 0 Report    | Mountfield HK | (2:0, 1:0, 1:0) |
| Branky Zlína 12:40 Oldřich Horák, 17:00 Ondřej Veselý, 22:28 Zdeněk Okál, 58:30 Pavel Kubiš                       |           |             |               |                 |               |                 |
| 06. | 2013/2014 | čtvrtfinále | Mountfield HK | 1 : 2 PP Report | Zlín          | (0:0, 0:1, 1:0) |
| Branky Zlína 37:12 Jaroslav Balaštík, v prodloužení 75:14 Petr Čajánek                                            |           |             |               |                 |               |                 |
| |           |             |               |                 |               |                 |
| Zlín 4x utkání vyhrál, 2x utkání prohrál Mountfield HK 1x sérii vyhrál, 0x sérii prohrál                          |           |             |               |                 |               |                 |

## Zlín - Olomouc
| Číslo                                                                               | Sezona    | Utkání   | Domácí  | Výsledek     | Hosté   | Třetiny         |
| ----------------------------------------------------------------------------------- | --------- | -------- | ------- | ------------ | ------- | --------------- |
| 01.                                                                                 | 2017/2018 | předkolo | Olomouc | 3 : 2 Report | Zlín    | (0:1, 1:0, 2:1) |
| Branky Zlína 13:24 Pavel Klhůfek, 49:16 David Šťastný                               |           |          |         |              |         |                 |
| 02.                                                                                 | 2017/2018 | předkolo | Olomouc | 1 : 3 Report | Zlín    | (0:1, 0:1, 1:1) |
| Branky Zlína 09:43 Antonín Honejsek, 22:40 Pavel Klhůfek, 58:21 Jiří Ondráček       |           |          |         |              |         |                 |
| 03.                                                                                 | 2017/2018 | předkolo | Zlín    | 1 : 2 Report | Olomouc | (1:0, 0:1, 0:1) |
| Branky Zlína 17:51 Pavel Sedláček                                                   |           |          |         |              |         |                 |
| 04.                                                                                 | 2017/2018 | předkolo | Zlín    | 2 : 3 Report | Olomouc | (0:1, 0:0, 2:2) |
| Branky Zlína 55:53 Tomáš Fošt, 57:09 Pavel Klhůfek                                  |           |          |         |              |         |                 |
|                                                                                     |           |          |         |              |         |                 |
| 05.                                                                                 | 2019/2020 | předkolo | Olomouc | 5 : 1 Report | Zlín    | (2:1, 1:0, 2:0) |
| Branky Zlína 08:53 Tomáš Žižka                                                      |           |          |         |              |         |                 |
| 06.                                                                                 | 2019/2020 | předkolo | Olomouc | 1 : 3 Report | Zlín    | (0:1, 1:0, 0:2) |
| Branky Zlína 16:58 Zdeněk Okál, 46:43 Antonín Honejsek, 49:47 Zdeněk Okál           |           |          |         |              |         |                 |
|                                                                                     |           |          |         |              |         |                 |
| Zlín 1x utkání vyhrála, 3x utkání prohrála Zlín 0x sérii vyhrála, 1x sérii prohrála |           |          |         |              |         |                 |

## Zlín - Mladá Boleslav
| Číslo                                                                           | Sezona    | Utkání   | Domácí         | Výsledek        | Hosté          | Třetiny               |
| ------------------------------------------------------------------------------- | --------- | -------- | -------------- | --------------- | -------------- | --------------------- |
| 01.                                                                             | 2018/2019 | předkolo | Mladá Boleslav | 3 : 1 Report    | Zlín           | (1:0, 1:0, 1:1)       |
| Branky Zlína 59:37 Ralfs Fribergs                                               |           |          |                |                 |                |                       |
| 02.                                                                             | 2018/2019 | předkolo | Mladá Boleslav | 0 : 2 Report    | Zlín           | (0:1, 0:0, 0:1)       |
| Branky Zlína 03:56 Jan Dufek, 59:50 Pavel Sedláček                              |           |          |                |                 |                |                       |
| 03.                                                                             | 2018/2019 | předkolo | Zlín           | 1 : 2 Report    | Mladá Boleslav | (0:0, 1:1, 0:1)       |
| Branky Zlína 28:54 Tomáš Fořt                                                   |           |          |                |                 |                |                       |
| 04.                                                                             | 2018/2019 | předkolo | Zlín           | 2 : 1 PP Report | Mladá Boleslav | (1:1, 0:0, 0:0 - 1:0) |
| Branky Zlína 19:14 Tomáš Fořt, 68:33 Zdeněk Okál                                |           |          |                |                 |                |                       |
| 05.                                                                             | 2018/2019 | předkolo | Mladá Boleslav | 4 : 1 Report    | Zlín           | (0:1, 2:0, 2:0)       |
| Branky Zlína 12:25 Zdeněk Okál                                                  |           |          |                |                 |                |                       |
|                                                                                 |           |          |                |                 |                |                       |
| Zlín 2x utkání vyhrál, 3x utkání prohrál Zlín 0x sérii vyhrál, 1x sérii prohrál |           |          |                |                 |                |                       |